# جیمزپورت (میزوری)
جیمزپورت (به انگلیسی: Jamesport) یک شهر در ایالات متحده آمریکا است که در شهرستان دیویس، میزوری واقع شده‌است. جیمزپورت ۱٫۴۵ کیلومتر مربع مساحت و ۵۲۴ نفر جمعیت دارد و ۳۰۲ متر بالاتر از سطح دریا واقع شده‌است.